# Liparoderus panousei
Liparoderus panousei is een keversoort uit de familie snoerhalskevers (Anthicidae). De wetenschappelijke naam van de soort is voor het eerst geldig gepubliceerd in 1950 door Pic.